# Futari Daka
Futari Daka (яп. ふたり鷹 Футари Дака) — японская спокон-манга о гонках, автором и иллюстратором которой является Каору Синтани. Получила премию манги Shogakukan как лучшее сёнэн-произведение 1984 года.
По мотивам манги студией Kokusai Eigasha был выпущен аниме-сериал, который транслировался по телеканалу Fuji TV с 20 сентября 1984 года по 21 июня 1985 года. 11 марта 1990 года премьера сериала состоялась во Франции по телеканалам La 5 и Mangas.

## Сюжет
Така Саватари и его мама после обеда отправляются домой, однако их едва не переезжает на полной скорости мотоцикл. Их спасает таинственный молодой человек. На следующий день Саватари узнаёт, что молодой человек является профессиональным гонщиком по имени Така Тодзё. Во время первой гонки Саватари теряет управление на повороте и чуть не убивает Тодзё. После инцидента они становятся заклятыми врагами и соперниками, которые будут соревноваться между собой на новых гонках.

## Персонажи
- Така Саватари (яп. 沢渡 鷹 Саватари Така)

Сэйю: Тору Фуруя
- Така Тодзё (яп. 東条 鷹 То:дзё: Така)

Сэйю: Канэто Сиодзава
- Когурэ Асако (яп. あさこ こぐれ Асако Когурэ)

Сэйю: Хироми Цуру

## Музыка
Открывающую и завершающую композиции к аниме «The Heartbreak Crossin» (яп. ハートブレイクCrossin' Ха:тобурэйку Куроссин, «Перекрёсток разбитого сердца») и «Sayonara o Iwa Nai De Kure» (яп. サヨナラを言わないでくれ Саёнара во иванайдэ курэ, «Прошу, не говори „прощай“») исполняет Таканори Дзиннай. Музыку к аниме сочинил Дзё Хисаиси.